# Efferia alia
Efferia alia este o specie de muște din genul Efferia, familia Asilidae, descrisă de Scarbrough și Perez-gelabert în anul 2009. Conform Catalogue of Life specia Efferia alia nu are subspecii cunoscute.